# Willets Point (Queens)
Willets Point est un quartier de la municipalité de New York, situé dans l’arrondissement du Queens.

## Description
Willets Point est délimité par Northern Boulevard au nord, 126th Street et Citi Field à l'ouest, Roosevelt Avenue et Flushing Meadows - Corona Park au sud et Flushing River à l'est. La station Mets-Willets Point du métro de New York, desservie par les lignes 7 et <7>, est située à l’angle sud-ouest de la zone, à l’angle de la Roosevelt Avenue et de la 126th Street. Le quartier fait partie du Queens Community District 7.
Willets Point est implanté principalement pour l'activité industrielle. Il n'y a ni trottoirs ni égouts depuis 2013, et en raison de la géographie de la région et de l'absence de routes pavées dans la région, les inondations sont fréquentes pendant les fortes pluies. La région se compose principalement d'ateliers de réparation automobile, de chantiers de ferraille, de sites de traitement des déchets et de petites entreprises similaires. Elle a été décrite comme étant « post-apocalyptique » en apparence. Une étude du Hunter College en avril 2006 a révélé que Willets Point était une « destination régionale unique » pour les pièces automobiles et les réparations,, et que les 225 entreprises de la région employaient un total de 1 400 à 1 800 personnes à l'époque,. Elle comptait 10 habitants en 2011. La concentration des ateliers de réparation automobile a donné à la région le surnom de « triangle de fer ».

## Histoire
Le secteur a été nommé d'après la portion du boulevard Willets Point située à l'ouest du ruisseau Flushing, qui coule vers le nord après le secteur. Le boulevard Willets Point traversait un pont maintenant démoli au-dessus du ruisseau Flushing et continuait jusqu'au cap Willets Point, à la confluence d'East River et du détroit Long Island. À l'origine, Willets Point est le site du fort Totten près de Bayside, mais au cours du XXe siècle, il est devenu courant d'appliquer le nom de « Willets Point » (dérivé de la rue plutôt que de la caractéristique géographique) à la région située sur la rivière Flushing,. Le nom du quartier, de la rue et du cap sont tous dérivés de la famille Willets,, dont le gouvernement a acheté le terrain en 1857 pour construire Fort Totten (appelé à l'origine « Fort at Willets Point »),.
À la fin de la Seconde Guerre mondiale, Willets Point était connu comme une zone de décharges automobiles. Depuis, plusieurs plans de réaménagement de la pointe Willets ont été proposés, mais ils n'ont jamais été mis en œuvre. Avant la Foire internationale de New York en 1964, Robert Moses essaya d'incorporer Willets Point à Flushing Meadows–Corona Park, mais échoua lorsque les propriétaires de la décharge engagèrent Mario Cuomo comme avocat. Shea Stadium, domicile des Mets de New York des Ligues majeures de baseball et des Jets de New York de l'American Football League et plus tard de la National Football League, a été inauguré en 1964, la même année que la Foire internationale.
Après le départ des Jets du Shea Stadium à la fin de la saison 1983 pour jouer au Meadowlands, Willets Point est l'emplacement proposé pour un nouveau stade de football à dôme de 82 000 places qui ramènerait les Jets à New York. Après la décision des Jets de rester dans le New Jersey, le stade proposé a également été discuté comme une nouvelle maison potentielle pour les Cardinals de Saint-Louis, les Falcons d'Atlanta et les Generals du New Jersey,. Dans les années 1990, les Mets cherchent à remplacer le Shea Stadium vieillissant.
Le maire de New York, Michael Bloomberg, a commencé à planifier le réaménagement de Willets Point en 2002. Citi Field a été proposé à l'origine dans le cadre de la candidature de la ville pour les Jeux olympiques d'été de 2012, présentée en 2005. Willets Point devait contenir des logements pour les athlètes. Même si la ville de New York perd l'offre face à Londres, les plans pour Citi Field progressent quand même. Après l'achèvement de Citi Field, le Shea Stadium a été démoli en 2009. Depuis 2009, le quartier a été discuté comme un site potentiel pour les Islanders de la Ligue nationale de hockey de New York, avant de déménager à la UBS Arena, adjacente à Belmont Park en 2021. Willets Point prévoit actuellement d'accueillir un nouveau stade pour le New York City FC de Major League Soccer.